# Брак, Жорж
Жорж Брак (фр. Georges Braque; 13 мая 1882, Аржантёй — 31 августа 1963, Париж) — французский художник, график, сценограф, скульптор и декоратор. Основатель кубизма (совместно с Пабло Пикассо). Творчество Брака в период с 1908 по 1912 год тесно связано с творчеством его коллеги Пабло Пикассо. Их кубистские работы были неотличимы в течение многих лет.

## Биография и творчество

### Молодость
Жорж Брак родился в Аржантёе, департамент Валь-д’Уаз. Происходил из семьи ремесленников. Вырос в Гавре и учился на маляра и декоратора, как его отец и дед. Тем не менее он также серьёзно изучал живопись по вечерам в Школе изящных искусств (у Шарля Луйе), примерно с 1897 по 1899 год.
В Париже, куда Брак переехал в 1900 году, он выучился на декоратора и был награждён в 1902 году сертификатом. Позже он поступил в академию Эмбера в Париже и творил там до 1904 года. Именно здесь он встретил Мари Лорансен и Франсиса Пикабиа.

### Фовизм
Ранние работы Брака были импрессионистскими, но после просмотра выставки работ фовистов в 1905 году он перенял их стиль. Фовисты были группой, которая включала, в частности, Анри Матисса и Андре Дерена. Они использовали яркие цвета и упрощённые формы, чтобы добиться максимально сильной эмоциональной реакции. Брак также тесно сотрудничал с художниками Раулем Дюфи и Отоном Фризом.
В мае 1907 года он успешно выставляет работы в стиле фовизма в Салоне Независимых. В том же году стиль Брака постепенно начал эволюционировать под влиянием творчества Поля Сезанна. Ретроспективная выставка Сезанна, умершего в 1906 году, в Осеннем салоне значительно повлияла на направление авангарда в Париже.

### Кубизм
В 1907 году Брак также посетил мастерскую Пабло Пикассо. После встречи с ним он резко изменил художественную манеру, стремясь к лаконизму живописных средств и геометризации предметов. В 1909—1912 гг. Брак работал вместе с Пикассо над теоретическим обоснованием кубизма и стал одним из основателей этого течения. В то время Пикассо находился под влиянием Гогена, Сезанна, масок африканских племён и иберийской скульптуры, а Брак в основном был заинтересован в развитии идеи Сезанна — множества перспективных точек зрения.
Картины Брака в 1908—1913 годах начали отражать его новый интерес к геометрии и перспективе. Он интенсивно изучает эффекты света и перспективы. В картине «Дома в Эстаке» (фр. Maisons à l'Estaque, 1908) Брак сводит архитектурную структуру в геометрическую форму, приближенную к кубу. Но он вынес затенения так, чтобы она выглядела плоской и трёхмерной. Таким образом, Брак обратил внимание на саму природу зрительных иллюзий и художественные представления. 14 ноября 1908 года французский искусствовед Луи Воксель в своей рецензии на выставку Жоржа Брака в галерее Канвейлер назвал Брака смелым человеком, который презирает форму, «сводя все, места, фигуры и дома, к геометрическим схемам, к кубу». 
Решающий период его развития пришелся на лето 1911 года, когда Жорж Брак и Пабло Пикассо писали картины бок о бок в Сере во французских Пиренеях, причем каждый художник создавал полотна, которые трудно, а иногда практически невозможно было отличить от картин другого. В 1912 году они начали экспериментировать с коллажем, и Брак изобрел технику папье-колле. 
25 марта 1909 года Луи Воксель использовал термин «bizarreries cubiques» (кубические странности) после того, как увидел картину Брака на Салоне независимых. 
Термин «кубизм», впервые прозвучавший в 1911 году в отношении художников, выставлявшихся на Салоне Независимых, быстро вошел в широкий обиход, но Пикассо и Брак не приняли его изначально. Историк искусства Эрнст Гомбрих описал кубизм как «самую радикальную попытку искоренить двусмысленность и навязать одно прочтение картины — рукотворной конструкции, цветного холста». Стиль кубизма быстро распространился по всему Парижу, а затем и по Европе. 

### Послевоенное творчество
Брак участвовал в Первой мировой войне, в 1915 году был тяжело ранен и смог вернуться к живописи только в 1917 году. В это время в его творчестве почти исключительно преобладали натюрморты.
Художник оформил по заказу С. П. Дягилева декорации и костюмы для балета «Зефир и Флора» в постановке Л. Ф. Мясина на музыку В. А. Дукельского для труппы Русский балет Дягилева (1925).
В дальнейшем искал большей просветлённости и гармоничности изображения, его известной декоративности. Создал несколько живописных серий («Купальщицы» и др.). В 1934 г. вышла первая монография о художнике — книга Карла Эйнштейна.
Брак тяжело пережил Вторую мировую войну, в 1945 г. долго болел. В 1949—1956 гг. создал цикл из восьми больших полотен «Мастерские», ставший вершиной его творчества. В 1950-х гг. исполнил ряд декоративных работ: занимался церковными витражами, оформил потолок в этрусском зале Лувра. Сквозной мотив позднего творчества Брака — летящая птица.
Брак создал много рисунков, гравюр и скульптурных произведений, но главное место в его творчестве занимала живопись. Умер Брак в Париже 31 августа 1963 года.

## Похищенные картины
20 мая 2010 года Музей современного искусства Парижа сообщил о краже пяти картин из своей коллекции. Похищены были полотна «Оливы близ Эстака» (L’Olivier Près de l’Estaque) Жоржа Брака, «Голубь с зелёным горошком» Пабло Пикассо, «Пастораль» (La Pastorale) Анри Матисса, «Женщина с веером» (La Femme à l’Eventail) Амедео Модильяни и «Натюрморт с подсвечниками» (Nature Morte aux Chandeliers) Фернана Леже. Стоимость украденных картин составила 100 миллионов евро. Вор проник в помещение музея через окно и вынул холсты из рам, что зафиксировали камеры видеонаблюдения. Окно было разбито, и на записях камер видеонаблюдения видно, как мужчина в маске забирает картины. Власти считают, что вор действовал в одиночку. Мужчина аккуратно вынул картины из рам, которые оставил. Похищение стало одной из крупнейших краж произведений искусства за последние десятилетия, и, по мнению экспертов, было совершено по заказу, так как продать настолько известные полотна на аукционе невозможно.

## Избранные работы
- «Морской пейзаж. Эстак», 1906, Музей Тиссен-Борнемиса, Мадрид;
- «Скрипка и кувшин», 1909—1910, Художественный музей, Базель.
- «Женщина с мандолиной», 1910, Музей Тиссен-Борнемиса, Мадрид;
- «Женщина с мандолиной», 1910, Новая пинакотека, Мюнхен;